# Saint-Blin
Saint-Blin ist eine französische Gemeinde mit 335 Einwohnern (Stand: 1. Januar 2022). Sie gehört zur Region Grand Est (vor 2016 Champagne-Ardenne), zum Département Haute-Marne, zum Arrondissement Chaumont und zum Kanton Poissons.

## Geographie
Saint-Blin liegt etwa 27 Kilometer nordöstlich von Chaumont. Umgeben wird Saint-Blin von den Nachbargemeinden Orquevaux im Norden, Vesaignes-sous-Lafauche im Nordosten und Osten, Semilly im Osten und Südosten, Clinchamp im Südosten, Ecot-la-Combe im Süden, Manois im Westen sowie Humberville im Nordwesten.
Durch die Gemeinde führt die frühere Route nationale 65 (jetzige D674). 

## Bevölkerungsentwicklung
| Jahr                       | 1962 | 1968 | 1975 | 1982 | 1990 | 1999 | 2006 | 2018 |
| -------------------------- | ---- | ---- | ---- | ---- | ---- | ---- | ---- | ---- |
| Einwohner                  | 347  | 369  | 500  | 515  | 500  | 388  | 380  | 352  |
| Quellen: Cassini und INSEE |      |      |      |      |      |      |      |      |

## Sehenswürdigkeiten
- Kirche Notre-Dame-en-son-Assomption

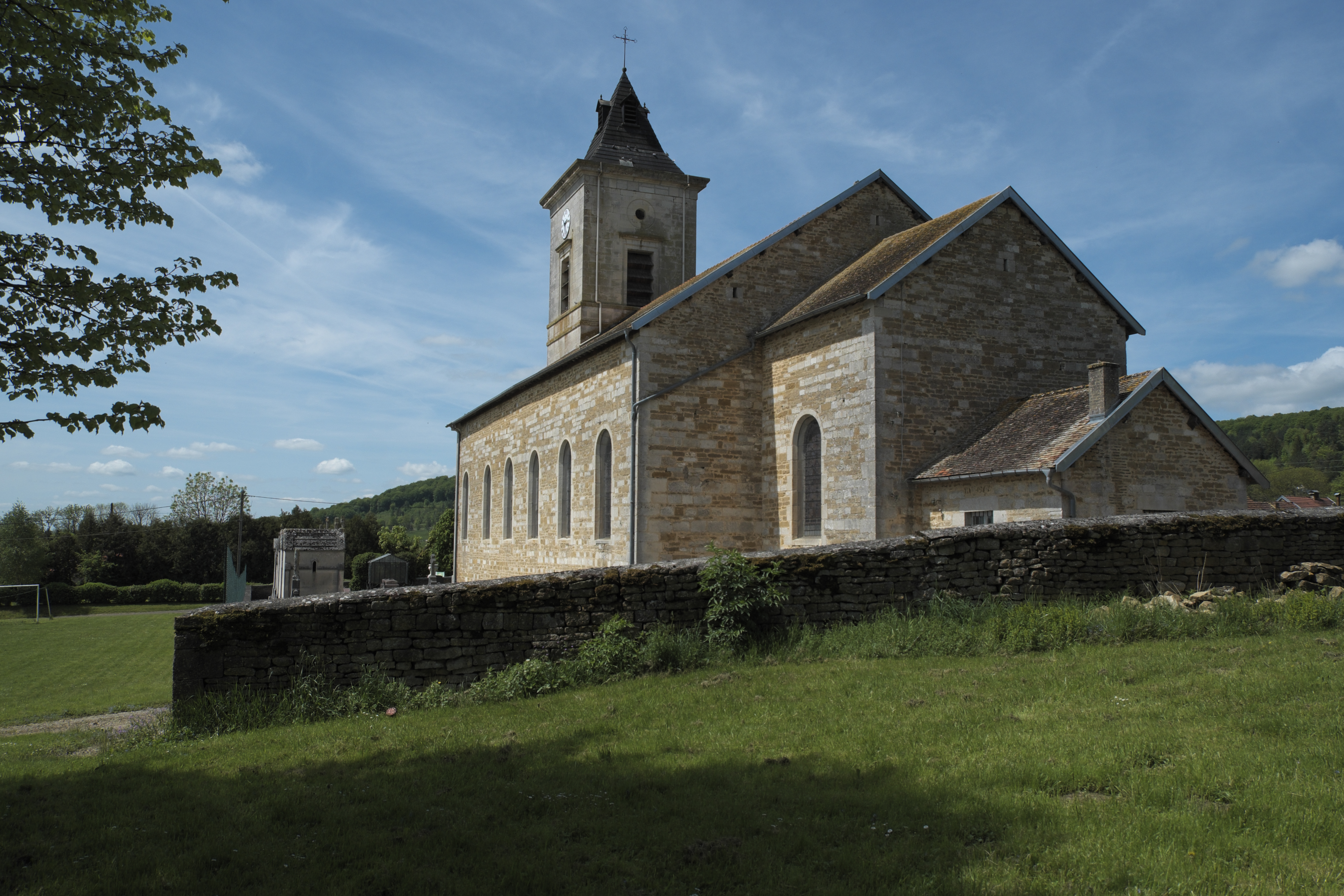
Kirche Notre-Dame-en-son-Assomption